# Sweet Savage
I Sweet Savage sono un gruppo musicale britannico originario di Belfast, Irlanda del Nord, formato nel 1979. Componente originario della band fu Vivian Campbell, chitarrista dei Def Leppard.
Sono considerati pionieri del movimento New Wave of British Heavy Metal assieme a Iron Maiden, Saxon, Motörhead e Def Leppard. Tuttavia la band non riuscì mai a raggiungere grande successo commerciale, motivo per cui si sciolse dopo aver inciso solamente una manciata di singoli nel 1984.
Il gruppo ha influenzato band quali i Metallica, che hanno realizzato una cover del brano Killing Time come lato B del singolo The Unforgiven nel 1991. Questo evento fece tornare a parlare dei Sweet Savage, che decisero di riformarsi nel 1996 per pubblicare l'album Killing Time, contenente nuove versioni di canzoni originariamente registrate nei loro primi anni di carriera.

## Discografia

### Album in studio
- 1996 - Killing Time
- 1998 - Rune
- 2011 - Regeneration

### Singoli
- 1981 - Take No Prisoners/Killing Time
- 1984 - Straight Through the Heart/Teaser
- 1985 - The Raid (1985)

### Demo
- 1981 - BBC Session

## Formazione

### Formazione attuale
- Ray Haller - voce, basso (1979 – oggi)
- Ian Wilson - chitarra (1984 – oggi)
- Marty McCloskey - batteria (2010 – oggi)

### Ex componenti
- Trevor Fleming - chitarra (1979 – 1983, 1996, 2008 – 2010) †
- Vivian Campbell - chitarra (1979 – 1983)
- Simon McBride - chitarra (1996 – 1998)
- David Bates - batteria (1979 – 2008)
- Jules Watson - batteria (2008 – 2010)